# Samotni strzelcy (postacie)
Samotni Strzelcy (ang. The Lone Gunmen) – trójka fikcyjnych bohaterów serialu Z Archiwum X i jego spin-offa Samotni strzelcy, telewizji Fox.
Na wyżej wymienione trio bohaterów składają się Melvin Frohike, Richard „Ringo” Langly i John Fitzgerald Byers. Pomysł na nazwę grupy zrodził się z tak zwanej „teorii pojedynczego strzelca” (ang. lone gunman theory), czyli kontrowersyjnego wniosku przedstawionego przez Komisję Warrena dotyczącego zamachu na prezydenta Kennedy’ego.

## Opis postaci
John Fitzgerald Byers (w jego postać wcielił się Bruce Harwood)

Urodził się 22 listopada 1963, w Wirginii – w dzień zabójstwa Kennedy’ego i został nazwany na jego cześć. Do maja 1989 pracował w Federalnej Komisji Łączności, gdy poznał Susanne Modeski, w której się zakochał i pomagał jej w ucieczce przed rządem. To właśnie w tym czasie poznał swoich dwóch towarzyszy, a Susanne „zaraziła” ich pasją do wyszukiwania teorii spiskowych. Następnie odszedł z Komisji i zaczął wydawać, razem z kolegami, gazetę „The Lone Gunmen”. Byers posiada bogatą wiedzę z zakresu medycyny, genetyki oraz chemii.
Richard „Ringo” Langly (w jego postać wcielił się Dean Haglund)
 
Urodził się 13 października 1969 w Nebrasce. Już od najmłodszych lat wykazywał zainteresowanie komputerami. W 1989 w Baltimore poznał Byersa i Frohikego, gdzie pracował przy pokazach elektronicznych. Wkrótce potem założył z kolegami gazetę „The Lone Gunmen”. Jest on fanem muzyki heavy metal i punk (nosi koszulki takich zespołów). Jest uważany za najbardziej zwariowanego z całej trójki, gdyż jest przeczulony na punkcie przechwytywania rozmów telefonicznych i tym podobnych. Jego największą zaletą jest wiedza na temat komputerów, hackowania i programowania. Nazwisko Langly jest aluzją do Langley w Wirginii – głównej siedziby CIA.
Melvin Frohike (w jego postać wcielił się Tom Braidwood)
 
Urodził się 12 kwietnia 1945 w Michigan. W młodości pracował jako tancerz tanga w Miami. Następnie podróżował z hippisami po kraju, aż założył Frohike Electronics Corporation, zajmującą się „nielegalną” instalacją kabli. Podczas pokazów elektronicznych w Baltimore poznał Byersa i Langly’a i, wspólnie z nimi, założył gazetę „The Lone Gunmen”. Wśród kolegów jest ekspertem w dziedzinie fotografii, operacji specjalnych i inwigilacji elektronicznej, a także inżynierii. Frohike podkochuje się w agentce Scully. 

## Śmierć
Cała trójka samotnych strzelców ginie w 15. odcinku dziewiątego sezonu Z Archiwum X pod tytułem „Jump the Shark” (21 kwietnia 2002). Poświęcili się, by ocalić tysiące przed zarazą stworzoną przez terrorystów. Strzelcy włączyli alarm przeciwpożarowy i, tym samym, uwięzili się i zarazili śmiertelnym wirusem. By uczcić ich poświęcenie, dyrektor Skinner, załatwił im pochówek na Cmentarzu Narodowym w Arlington, gdzie spoczywają najwięksi bohaterowie Stanów Zjednoczonych. W dziesiątym sezonie (miniserialu) okazuje się, że Byers, Langly i Frohike w rzeczywistości sfingowali własną śmierć, by móc pracować w konspiracji.